# Lingua dumun
Dumun è una lingua Rai Coast quasi estinta parlata nella provincia di Madang, in Papua Nuova Guinea.